# Castell de Sant Ferran (Berga)
El Castell de Sant Ferran (o Castell de Berga) és una fortificació medieval situada a Berga que va ser transformada al segle xvii i va ser utilitzat durant les guerres carlines. Està inclòs en l'Inventari del Patrimoni Arquitectònic de Catalunya i protegida com a Bé Cultural d'Interès Nacional.

## Història
Amb molta probabilitat, el castell de Berga es troba edificat sobre el que els cronistes romans del segle segon abans de Crist anomenaren «castrum vergium»: una construcció defensiva dels ibers de la zona. És sota l'empar d'aquesta edificació militar que creix el que, amb el temps arribaria a ser la ciutat de Berga -i amb el creixement de la ciutat, creixeria també el castell en dimensions i importància. Documentat el 1095, el castell estava sota el domini dels comtes de Cerdanya i després als comtes de Barcelona quan el comtat de Cerdanya s'hi integrà.
Entre 1148 i 1190, els Peguera posseïren la senyoria de Berga. El 1190, Berenguer de Peguera vengué l'honor de Berga a Pere de Berga i el seu fill homònim. Els senyors de Berga assoliren gran importància. Pere de Berga assistí a la batalla de les Navas de Tolosa (1212) a les Corts del 1228, a les Corts de Monsó (1236), etc. Vers 1275, passà a integrar-se al comtat de Pallars.
Al llarg d'aquest segle i del XIII s'amplià considerablement i al segle xiv les seves muralles es connectaren amb les de la vila de Berga a l'hora que es construïa una nova església gòtica que fou destruïda al segle xvii. Durant tota l'època moderna fou escenari de conflictes i assalts i va caldre reconstruir-lo de nou al segle xviii i altre cop al segle xix, en esdevenir Berga centre de les guerres carlines. A finals del segle xix l'exèrcit el cedí a l'ajuntament i aquest el vengué el 1928 a uns particulars. El 1940 esdevingué zona residencial i s'hi construí un hotel, transformant l'esquema incial de la fortificació. El 1988 fou adquirit pel consell comarcal del Berguedà que l'ha transformat en la seva seu. Ara s'anomena Castell de Sant Ferran.
A partir del 2015 el castell ha estat objecte d'excavacions arqueològiques promogudes per l'Associació governador Francesc Puig de Sorribes d'amics del Castell de Berga i el suport de la Societat d'Arqueologia del Berguedà.

## Descripció

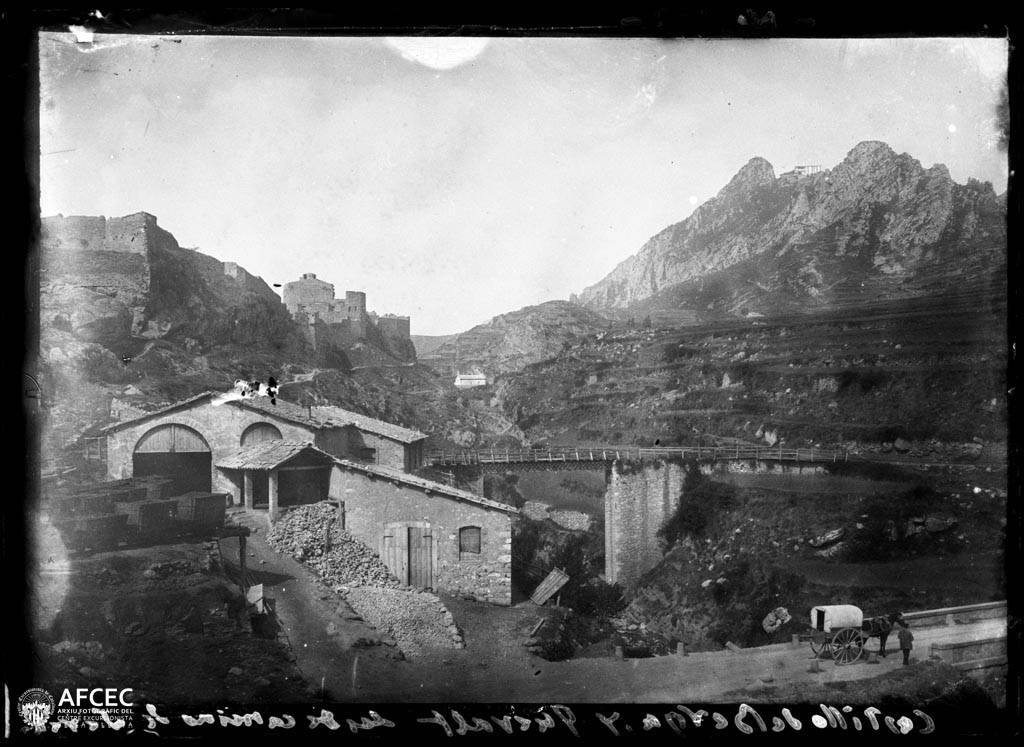
Foto antiga del castell de Berga, situat a l'extrem esquerra de la imatge darrera la casa de Cal Corrido.

Es tracta d'un castell medieval situat sobre el nucli antic de l'actual ciutat de Berga, dalt d'un turó defensat de manera natural per una riera al nord i un desnivell pronunciat al sud. En un document conservat del segle xviii es critica el mal estat del castell i el qualifica de ruïnós i inadequat per a la defensa de la població. El 1928 fou venut a un particular; en aquest moment encara conservava tota l'estructura i les principals edificacions, però l'any 1940 fou transformat en una zona residencial i turística, essent objecte d'una intensa remodelació que va destruir gran part de la seva estructura arquitectònica original. En l'actualitat només resten uns trossos de mur -de 9 m de longitud, 2 m d'alçada i 0, 5m de gruix- en un dels punts més elevats de la fortalesa, en l'indret anomenat Bonete: es tracta de murs caracteritzats per un aparell força irregular format per pedres poc treballades a excepció de les cantoneres, on es conserven uns carreus ben escairats. Alguns obrers que treballaren en la remodelació recorden l'existència de tombes al lloc on actualment hi ha la piscina. El parament és a base de pedres de diverses mides disposades en filades i unides amb morter.
L'any 2001 es dugué a terme una prospecció arqueològica en diversos punts del Berguedà emmarcada en el projecte: «Evolució del Poblament a la plana central del Berguedà des de l'època Baix imperial romana fins a l'Alta Edat Mitjana» de la UAB. Aquest projecte tenia per objectiu estudiar l'evolució del poblament durant la transició a l'Edat Mitjana en aquesta àrea geogràfica, mitjançant l'estudi de la documentació escrita d'època comtal, l'estudi de la toponímia i la prospecció com a eina per a localitzar potencials jaciments i arqueològics. Un dels enclavaments d'importància a tenir en compte era aquest jaciment, el qual es va trobar molt transformat i no es van poder detectar restes de les fortificacions d'època medieval. Tot i així, es recolliren dues mostres distintes que aporten gairebé un centenar de fragments ceràmics entre les dues; la menys nombrosa correspon a la superfície del mateix castell, un sector ben delimitat per carreteres i carrers que l'envolten. D'altra banda, la mostra més abundant procedeix dels horts que hi ha al vessant sud del castell, sota la carretera de Berga a Sant Llorenç de Morunys. Totes dues mostres coincideixen en provar l'ocupació altmedieval de l'assentament i la seva continuïtat des del seu origen, però no es detectaren indicis que constatin l'ocupació antiga, essent el segle ix el moment més antic del que en queden restes i, per tant, el seu suposat moment de construcció.

## Campanyes arqueològiques

### Campanya 2021

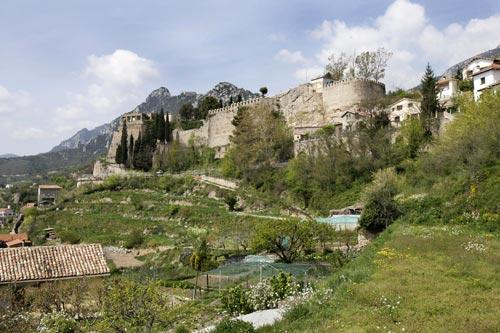
Castell de Sant Ferran
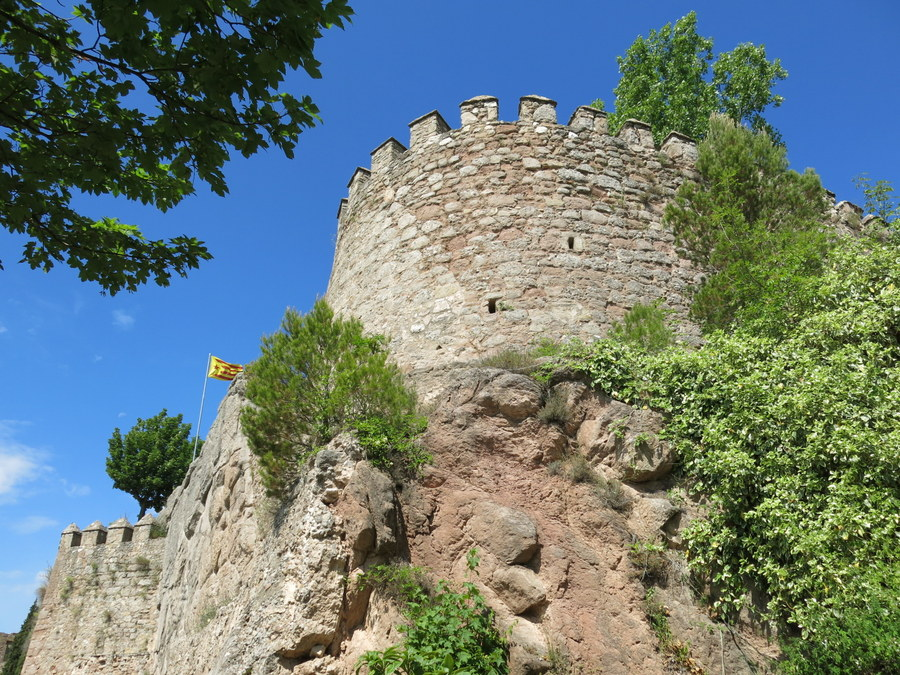
Castell de Sant Ferran (2015)
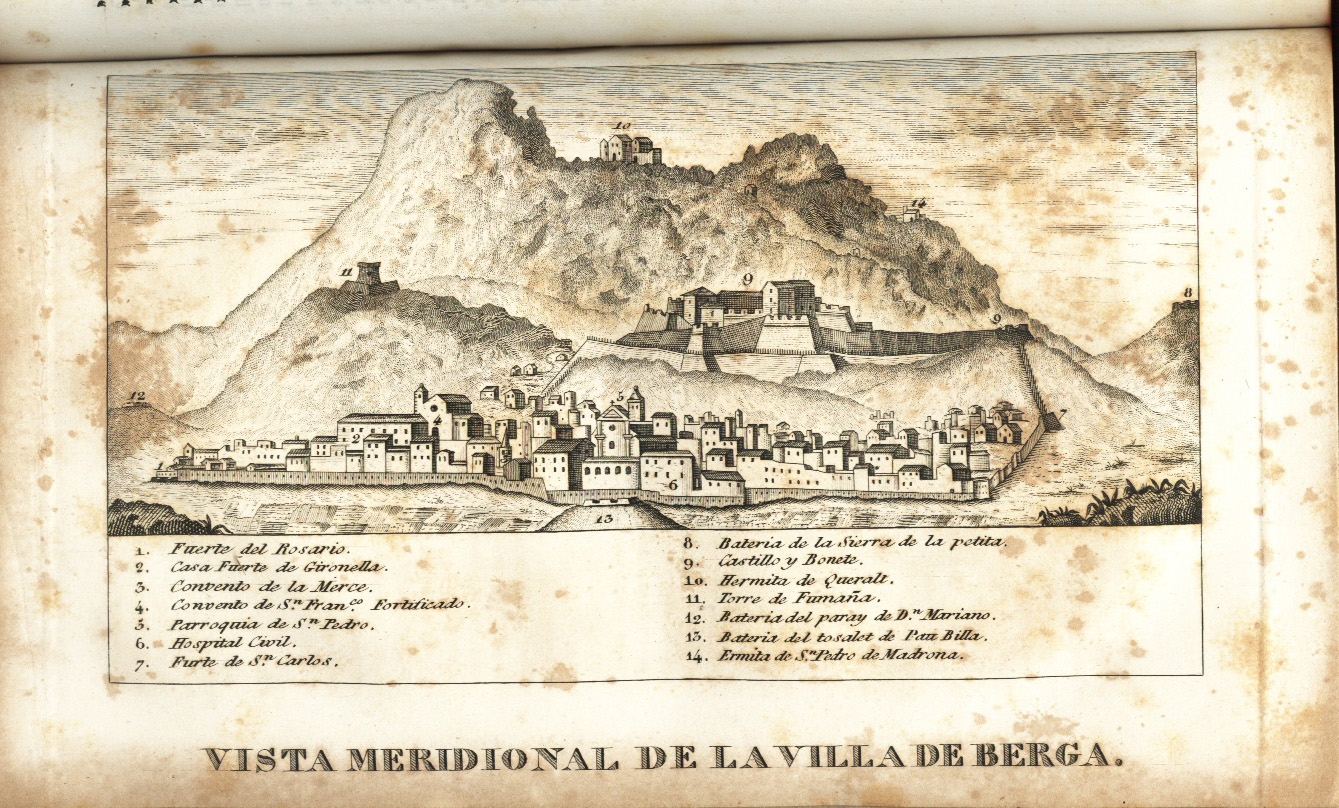
Gravat de Berga amb el castell de Sant Ferran i l'ermita de Queralt (1847)